# 谢超英
谢超英（1958年5月—），湖南临湘人。1976年11月加入中国共产党。岳阳石化总厂电大汉语言文学专业毕业，中共中央党校函授本科文化。中华人民共和国政治人物。

## 生平
历任湖南省石油化学工业局副局长；中共益阳市委常委、组织部部长，市委副书记、市纪委书记、副市长；湖南省水库移民开发管理局副局长等职。2007年11月任湖南省经济委员会副主任，2008年3月任主任，2010年10月机构改革后任湖南省经济和信息化委员会主任。